# Utsurimono

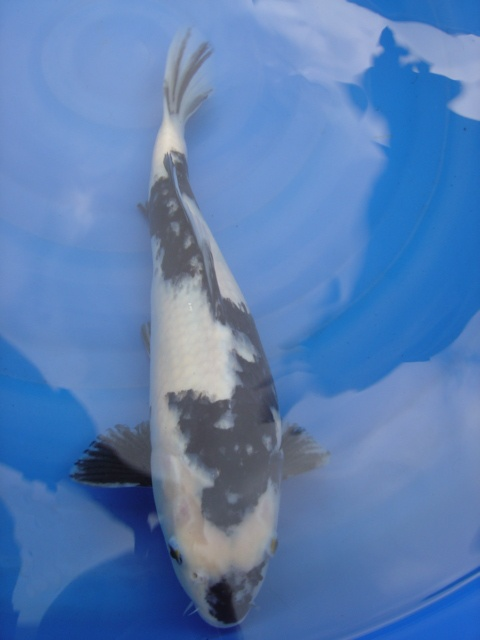
Shiro Utsuri

Utsurimono is een koivariëteit met een zwarte basis. Afhankelijk van de subvariëteit is de secundaire kleur wit, geel of rood.

## Subvariëteiten
De drie meest voorkomende subvariëteiten zijn:
- Shiro Utsuri: Een zwarte vis met witte patronen
- Hi utsuri: Een zwarte vis met rode patronen
- Ki utsuri: Een zwarte vis met gele patronen (uiterst zeldzaam)

Verder bestaat er ook nog een subvariëteit van de Shiro utsuri waarbij het zwart verdeeld is in heel veel kleine vlekjes met daarop een wit patroon. Hoewel deze koi eigenlijk een witte ondergrond heeft en lijkt op een Shiro bekko, behoort hij tot de klasse Utsurimono.